# А-22 «Огонь»
А-22 «Огонь» (укр. Вогонь) — радянський вогнеметно-запалювальний корабельний комплекс калібру 140 мм.

## Історія створення
Розробка виконувалася в період з 1971 до 1982 років. Після успішних випробувань дослідного зразка в 1982 році комплекс був прийнятий на озброєння.
За результатами випробувань А-22 був рекомендований до прийняття на озброєння десантних кораблів на повітряній подушці.

## Призначення

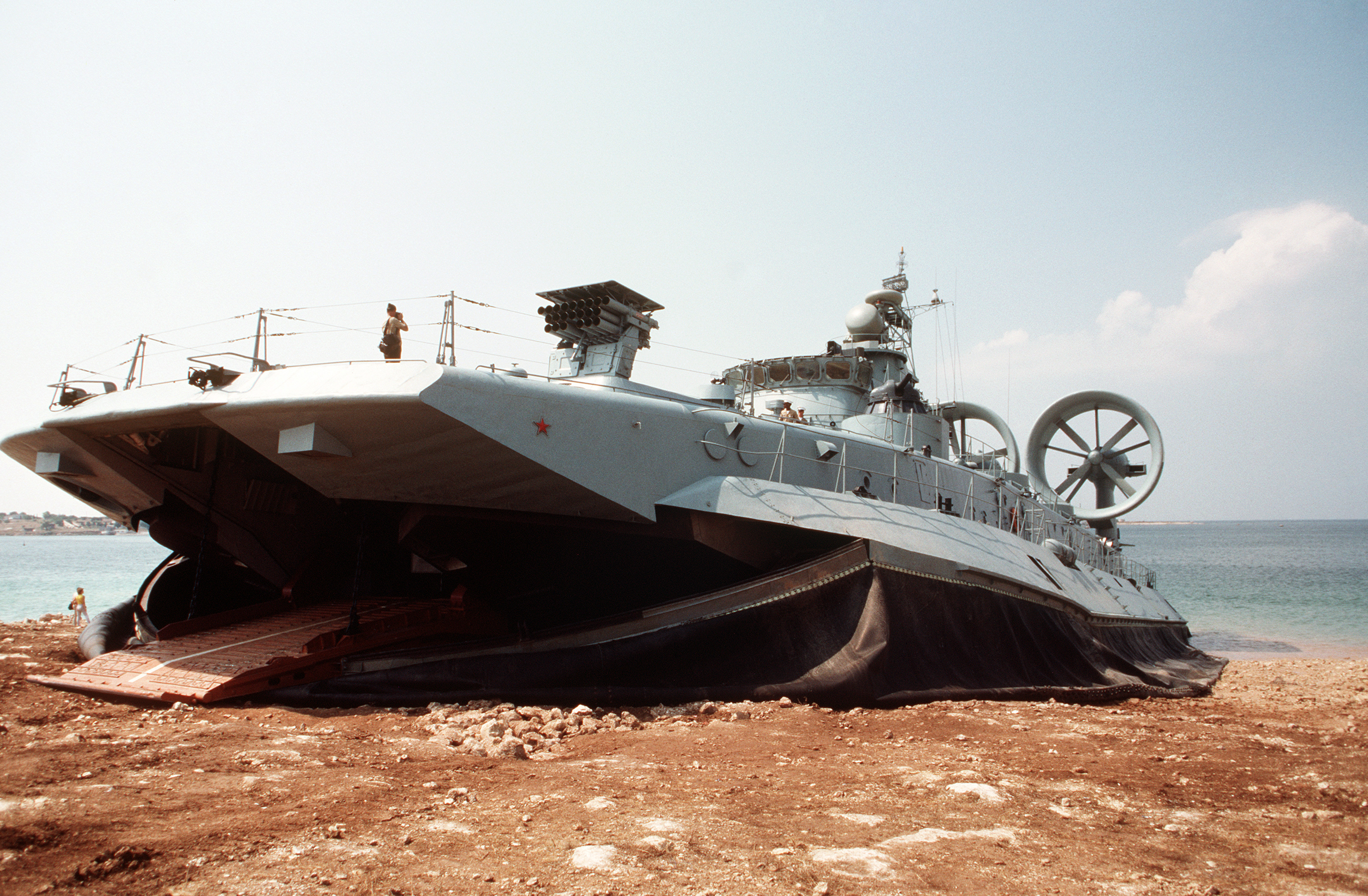
А-22 на "Зубрі"

Комплекс А-22 "Огонь" призначений для озброєння десантних кораблів на повітряній подушці (проєкт 12322 «Зубр»). Забезпечує: ураження берегових цілей що перебувають на певній площі, техніки та живої сили противника в зоні висадки десанту, надводних цілей противника, створення вогнищ пожеж на території противника. Швидкострільність і дальність стрілянини забезпечують необхідну підтримку морській піхоті при виконанні поставлених перед десантом завдань.

## Склад комплексу
До складу системи входить:
1. Пускова установка МС-227;
2. Далекомірно-візирний пристрій ДВУ-3-БС;
3. 140 мм некеровані реактивні снаряди.

## Тактико-технічні характеристики
Згідно джерел
| Бойова готовність комплексу з моменту виявлення цілі, с | не більше 8 |
| Маса комплексу, кг                                      | 2600        |
| Маса комплексу без боєзапасу, кг                        | 2000        |
| Маса далекомірно-візирного пристрою, кг                 | 300         |
| Снаряди ОФ-45 та ЗЖ-45, дальність ураження, м           | 4500        |
| Снаряди ОФД-45, дальність ураження, м                   | 9500        |

## Застосування

### Російсько-українська війна
10 червня 2023 року стало відомо що росіяни почали на МТ-ЛБ встановлювати корабельну установку А-22 «Огонь».
24 вересня 2023 року стало відомо про знищення МТ-ЛБ з реактивною системою залпового вогню А-22. Машину противника уражено поблизу населеного пункту Козачі Лагері, що у Херсонській області.
2 жовтня 2023 року українськими силами за допомогою БПЛА було уражено МТ-ЛБ з корабельною установкою А-22 «Огонь» на Херсонському напрямку.